# Post-metal
Postmetal – muzyczny gatunek łączący post-rock z heavy metalem. Charakteryzują go przesterowane gitary, przytłaczająca atmosfera oraz minimalistyczny wokal. W odróżnieniu od tradycyjnego dla rocka i metalu schematu „zwrotka-refren-zwrotka” odmianę tę cechuje stopniowe budowanie napięcia, a także kontrast spokojnych, melodyjnych pasaży z agresywną kulminacją utworu. Postmetal jest ulubioną nazwą nowego gatunku muzycznego, nazywanego niekiedy również metalgaze – aluzja do muzyki typu shoegaze.
Za płytę definiującą postmetal uważa się album Oceanic zespołu Isis z 2002 roku, jednak pewne charakterystyczne elementy można odnaleźć u prekursorów gatunku, takich jak Godflesh, Neurosis czy Melvins.
Obecnie za głównych przedstawicieli gatunku uważa się między innymi:
- Neurosis
- Isis
- Cult of Luna
- Pelican
- Rosetta
- Ocean Collective
- Dirge
- Amenra
- A Storm Of Light
- Obscure Sphinx
- Minsk
- Tides From Nebula
- Year Of No Light